# Małgorzata Turska
Małgorzata Badocha, coniugata Turska (Żary, 13 maggio 1961), è un'ex cestista polacca.

## Carriera
Con la Polonia ha disputato tre edizioni dei Campionati europei (1980, 1981, 1987).